# لا پست
لا پُست (انگلیسی: La Poste) شرکت دولتی پست فرانسوی است، که در سال ۱۴۷۷ به دستور لوئی یازدهم تأسیس شد.